# Ŋ
Eng o engma utilizada para representar una velar nasal sonora en la forma escrita de algunos idiomas, representada como letra Ŋ (mayúscula), ŋ (minúscula) fue originalmente creada como una combinación de n y g para el Alfabeto Fonético Internacional. Más tarde se adoptó a los sistemas de escrituras de una serie de lenguas con este sonido, como el sami y muchas lenguas aborígenes, especialmente en África y Oceanía.
Esta letra también ha ganado popularidad entre la gente que hace lenguajes artificiales. Aunque sería muy útil para escribir lenguas del Este y el Sudeste Asiático, aún no ha sido introducida allí.
La mayúscula puede adoptar dos formas distintas según la forma de la N mayúscula que se tome para realizarla. Se representa en Unicode por 0x014A para la mayúscula y 0x014B para la minúscula. El equivalente X-SAMPA es N.
En washo, la minúscula ⟨ŋ⟩ representa un típico sonido [ŋ], mientras que la mayúscula ⟨Ŋ⟩ representa un sonido [ŋ̊] sordo. Esta convención proviene de la notación fonética americanista.

## Escritura

La letra eng mayúscula puede tomar varias formas, entre ella la de una N mayúscula normal con un gancho descendente a la derecha (primer par) o la forma de una N minúscula más grande con gancho (segundo par)

## Codificación digital
En Unicode la en mayúscula ocupa el punto de código U+014A y la minúscula U+014B.
| Carácter      | Ŋ                        | Ŋ                        | ŋ                      | ŋ                      |
| ------------- | ------------------------ | ------------------------ | ---------------------- | ---------------------- |
| Unicode       | LATIN CAPITAL LETTER ENG | LATIN CAPITAL LETTER ENG | LATIN SMALL LETTER ENG | LATIN SMALL LETTER ENG |
| Codificación  | decimal                  | hex                      | decimal                | hex                    |
| Unicode       | 330                      | U+014A                   | 331                    | U+014B                 |
| UTF-8         | 197 138                  | C5 8A                    | 197 139                | C5 8B                  |
| Ref. numérica | &#330;                   | &#x14A;                  | &#331;                 | &#x14B;                |

## Historia
El Primer Tratado Gramatical, una obra del siglo XII sobre la fonología del antiguo islandés, utiliza un único grafema para el sonido eng, con forma de g con una barra.  Alexander Gill el Viejo usa una G mayúscula con cola y una n minúscula con la cola de una g cursiva para el mismo sonido en Logonomia Anglica en 1619. William Holder usa la letra en Elements of Speech: An Essay of Inquiry into the Natural Production of Letters, publicado en 1669, pero no se imprimió como se pretendía; él indica en su fe de erratas que “se pretendía un carácter para Ng, viz., n con una cola como la de g, que debe entenderse donde el Impresor lo ha imitado con n o y”.Posteriormente fue utilizada en el alfabeto fonético de Benjamin Franklin, con su valor fonético actual. Se suponía que iba a estar en inglés pero fracasó.

## Apariencia
La minúscula eng se deriva de n, con la adición de un gancho a la pata derecha, algo similar a la de j. Hoy en día, la mayúscula tiene dos variantes principales: puede basarse en la N mayúscula habitual, con un gancho añadido (o "forma-N"); o puede ser una versión ampliada de la minúscula (o "forma-n"). La primera es preferida en los idiomas sami que la utilizan, la segunda en los idiomas africanos, como en shona de 1931 a 1955, y varios en África occidental y central actualmente. En el Alfabeto Fonotípico de Isaac Pitman, la mayúscula tenía una forma de N invertida.
Los primeros impresores, al carecer de un glifo específico para eng, a veces lo aproximaban girando una G mayúscula, o sustituyendo una Letra griega η (eta)  (codificada en Unicode como la letra latina n con pata larga: Ƞ ƞ).

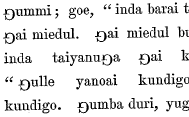
Un texto de 1856 en gamilaraay, utilizando una G mayúscula girada como sustituto de ŋ.
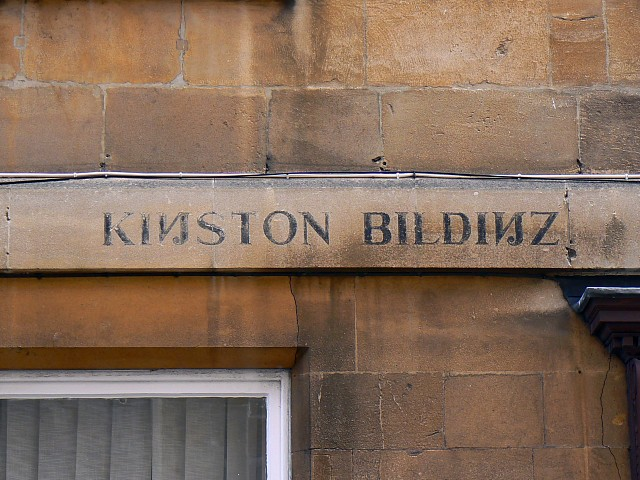
Mayúscula eng con la forma de N invertida en los Kingston Buildings en Bath, Reino Unido.
Eng minúscula y mayúscula con la forma de N invertida de la mayúscula usada en un texto gamilaraay de 1875.
Eng utilizada en un texto gamilaraay de 1875.
Cursiva ŋ basada en g de dos pisos como se usa en Ethnography and Philology de Horatio Hale (1846).
ᶇ ŋ ɲ ɳ: cuatro símbolos IPA basados en "n" para sonidos nasales.

## Pronunciación de palabras que contienen el sonido eng
En la mayoría de los idiomas, eng está ausente en el alfabeto latino, pero su sonido puede estar presente en la letra n en palabras. En inglés, se escucha en los posibles dígrafos nc (c dura), ng (g dura), nk, nq y nx, a menudo al final de palabras. Para la pronunciación de ng con eng, puede ser /ŋ/ en palabras como singer y hanged y cuando está en posición final o /ŋg/ en palabras como finger y angle.
En inglés británico, n se pronuncia eng en los prefijos en- e in- cuando son seguidos por c, g y q, como en encroachment, engagement, enquiry, incursion, ingredient, inquiry y otros. En otros dialectos del inglés, la n se pronuncia /n/ en su lugar. En muchos dialectos británicos, el ng en strength y length se pronuncia simplemente /n/, con g como letra muda, y el ng se pronuncia de otra manera /ŋ/ en esas palabras.

## Uso

### Transcripción técnica
- Notación fonética americanista, donde también puede representar una nasal uvular.
- A veces para la transcripción de lenguas aborígenes australianas
- Alfabeto Fonético Internacional
- Alfabeto Fonético Uralico incluyendo

### Idiomas
- Inuktitut y inuvialuktun
- Kanuri
- Saanich
- Idiomas sami
- Tewa

### Dígrafos y otros caracteres
- Ng
- Ƞ ƞ
- Ɲ ɲ
- N n

## Codificación digital
El código en Unicode para la letra ŋ en minúscula es U+014B, y para la Ŋ mayúscula es U+014A.